# 2009 Voloshina
2009 Voloshina è un asteroide della fascia principale del diametro medio di circa 34,82 km. Scoperto nel 1968, presenta un'orbita caratterizzata da un semiasse maggiore pari a 3,1159637 UA e da un'eccentricità di 0,1423263, inclinata di 2,86085° rispetto all'eclittica.
L'asteroide è dedicato alla partigiana russa Vera Danilovna Voloshina.